# Holland's Next Top Model (mùa 4)
Holland's Next Top Model, Mùa 4 là mùa thứ tư của Holland's Next Top Model được bắt đầu vào ngày 31 tháng 3 năm 2008
Điểm đến quốc tế của mùa này là Ko Samui dành cho top 5 và Băng Cốc dành cho top 4.
Người chiến thắng trong cuộc thi mùa này là Ananda Marchildon, 19 tuổi từ Wormer. Các giải thưởng của cô cho mùa này bao gồm:
- 1 hợp đồng với Modelmasters The Agency trị giá €75.000
- Lên ảnh bìa tạp chí Grazia
- Trở thành gương mặt mới cho ICI Paris XL trong 4 tháng
- 1 chiếc xe Citroën mới được tài trợ bởi ICI Paris XL.

## Các thí sinh
(Tuổi tính từ ngày dự thi)
| Thí sinh               | Tuổi | Chiều cao               | Quê quán    | Bị loại ở | Hạng               |
| ---------------------- | ---- | ----------------------- | ----------- | --------- | ------------------ |
| Anna Esajan            | 21   | 1,75 m (5 ft 9 in)      | Zwolle      | Tập 1     | 13–12              |
| Franca Nieuwenhuys     | 19   | 1,77 m (5 ft 9+1⁄2 in)  | Rotterdam   | Tập 1     | 13–12              |
| Joosje de Grave        | 17   | 1,76 m (5 ft 9+1⁄2 in)  | Leiden      | Tập 2     | 11 (dừng cuộc thi) |
| Laura Gerot            | 20   | 1,77 m (5 ft 9+1⁄2 in)  | Groningen   | Tập 2     | 10                 |
| Daniëlle Marcus        | 20   | 1,79 m (5 ft 10+1⁄2 in) | Zwijndrecht | Tập 3     | 9                  |
| Claudia Stegeman       | 22   | 1,83 m (6 ft 0 in)      | Emst        | Tập 4     | 8                  |
| Victoria Rerikh        | 19   | 1,81 m (5 ft 11+1⁄2 in) | Amstelveen  | Tập 5     | 7                  |
| Annika Schippers       | 17   | 1,76 m (5 ft 9+1⁄2 in)  | Arnhem      | Tập 6     | 6                  |
| Maj-Britt Zantkuijl    | 19   | 1,76 m (5 ft 9+1⁄2 in)  | Blaricum    | Tập 7     | 5                  |
| Patricia van der Vliet | 18   | 1,79 m (5 ft 10+1⁄2 in) | Zaandam     | Tập 10    | 4                  |
| Jennifer Melchers      | 19   | 1,77 m (5 ft 9+1⁄2 in)  | Alkmaar     | Tập 10    | 3                  |
| Yvette Broch           | 17   | 1,83 m (6 ft 0 in)      | Monster     | Tập 10    | 2                  |
| Ananda Marchildon      | 19   | 1,80 m (5 ft 11 in)     | Wormer      | Tập 10    | 1                  |

## Các tập

### Tập 1
Khởi chiếu: 31 tháng 3 năm 2008
27 thí sinh bán kết được đưa tới khách sạn Radisson Blu Palace ở Noordwijk để bắt đầu cuộc thi. Họ đã có thử thách đầu tiên từ cố vấn trang điểm, Thijs Willekes, là trang điểm gương mặt mình trong 5 phút để chuẩn bị cho buổi phỏng vấn với ban giám khảo. Sau đó, từng người một đã có thử thách quay quảng cáo dưới hồ bơi. Kết quả là 11 cô gái đã được chọn và sẽ bước vào cuộc thi.
Sau đó, 11 cô gái chung cuộc đã được di chuyển vào căn hộ của mình. Ngày hôm sau, họ đã có buổi chụp hình đầu hình đầu tiên là ảnh thẻ đơn giản. Sau đó, họ đã có một buổi tập nhảy vũ đạo ở ngoài trời. Quay về căn hộ, các cô gái nhận được bất ngờ là Maj-Britt & Yvette, 2 thí sinh bán kết bị loại ở vòng casting, sẽ tham gia vào cuộc thi để thay thế cho 2 người bị loại sau đó. Khi ban giám khảo tới, Daphne nói với họ là có 9 túi quà đính kèm với ảnh của họ nên ai không có thì nghĩa là họ đã bị loại. Kết quả là Anna & Franca là 2 thí sinh đầu tiên bị loại.
- Nhiếp ảnh gia: Philip Riches

### Tập 2
Khởi chiếu: 7 tháng 4 năm 2008
11 cô gái còn lại đã có một buổi nói chuyện về nghề người mẫu với Vanessa Hessler. Sau đó, Thijs đến gặp các cô gái để yêu cầu họ phải chọn một bộ váy mà Thijs đã mang tới và phải trang điểm cực đậm trên mặt trước khi họ được gặp drag queen Diva Mayday, cho thử thách thể hiện cảm xúc trên quảng trường. Kết quả là Annika chiến thắng thử thách và cô chọn Ananda để nhận thưởng là tham gia bữa tiệc sâmpanh trên thuyền. Quay về căn hộ, các cô gái đã bất ngờ khi nhìn thấy hai cái bảng với một bên là hình của họ với đầu hói còn bên kia là những kiểu tóc mới của họ.
Ngày hôm sau, họ đã có buổi chụp hình tiếp theo cho video mở đầu chương trình, trong khi Vanessa Hessler sẽ cố vấn họ. Sau đó, họ được đưa đến tiệm salon AMI Kappers để nhận diện mạo mới của mình, nhưng Joosje đã từ chối nhận diện mạo mới của mình nên cô đã quyết định là sẽ dừng cuộc thi và rời khỏi tiệm salon. Vào buổi đánh giá ngày tiếp theo, Maj-Britt được gọi tên đầu tiên còn Laura là thí sinh tiếp theo bị loại.
- Nhiếp ảnh gia: Nick van Ormondt
- Khách mời đặc biệt: Vanessa Hessler, Diva Mayday

### Tập 3
Khởi chiếu: 14 tháng 4 năm 2008
9 cô gái còn lại đã có một buổi học trang điểm từ cố vấn Thijs Willekes. Ngày hôm sau, họ được nhận lời khuyên về cách lựa chọn trang phục phù hợp cho buổi casting từ Anneriet van Schaijk tại quản lí người mẫu Modelmasters The Agency. Sau đó, họ đã có thử thách casting cho nhiếp ảnh gia Erik Anthierens trong buổi chụp hình với 2 người mẫu nam khỏa thân và cho đạo diễn Stéphane Andrieu trong buổi quay quảng cáo cho bóng tập thể dục. Kết quả là Ananda làm tốt nhất trong buổi chụp hình còn Maj-Britt làm tốt trong quảng cáo nên họ sẽ nhận được 1 buổi mua sắm mỹ phẩm từ ICI Paris XL.
Ngày tiếp theo, họ đã có buổi chụp hình tiếp theo cho nước hoa Nice and Wild của Mexx, trong khi họ phải tạo dáng trên đường phố theo cặp. Vào buổi đánh giá ngày hôm sau, Claudia được gọi tên đầu tiên còn Daniëlle là thí sinh tiếp theo bị loại.
- Nhiếp ảnh gia: Jeroen W. Mantel
- Khách mời đặc biệt: Anneriet van Schaijk, Erik Anthierens, Stéphane Andrieu

### Tập 4: Get A Grip!
Khởi chiếu: 21 tháng 4 năm 2008
8 cô gái còn lại được đưa tới sân bay cho một buổi tập catwalk với Mariana. Sau đó, họ được đưa tới cảng Amsterdam cho thử thách catwalk trong thiế kế của Dick van der Vlies trên cầu gỗ và catwalk với sinh vật biển lên người, Maj-Britt chiến thắng thử thách và cô chọn Jennifer để nhận thưởng là một buổi thư giãn spa tại căn hộ. Quay lại căn hộ, các cô gái đã được bikini wax để chuẩn bị cho buổi chụp hình ngày mai.
Ngày hôm sau, họ đã có buổi chụp hình tiếp theo cho đôi bốt Ugg, trong khi họ phải tạo dáng trong áo tắm và bên trong một tòa lâu đài làm bằng băng. Quay lại căn hộ, họ đã được gọi điện thoại cho người thân. Vào buổi đánh giá ngày tiếp theo, Annika được gọi tên đầu tiên còn Claudia là thí sinh tiếp theo bị loại.
- Nhiếp ảnh gia: Philip Riches
- Khách mời đặc biệt: Dick van der Vlies

### Tập 5
Khởi chiếu: 28 tháng 4 năm 2008
7 cô gái còn lại đã có một buổi học diễn xuất với Hugo Metsers. Sau đó, họ đã có một buổi tối giải trí trong quán bar với á quân mùa trước Kassandra và quán quân mùa 2, Kim. Ngày hôm sau, họ đã có thử thách quay quảng cáo cho keo xịt tóc theo phong cách của tay đua xe, Patricia chiến thắng thử thách và cô chọn Ananda để nhận thưởng là một chiếc đồng hồ từ Gc cùng với 1 chuyến đi trên xe limousine. Quay về căn hộ, Hilmar đến gặp các cô gái và từng người một đã có buổi phỏng vấn với cô. Sau đó, họ đã có buổi chụp hình tiếp theo tại một nhà thờ, trong khi họ hóa thân thành những kiểu cô dâu trong lễ cưới. Vào buổi đánh giá, Patricia được gọi tên đầu tiên còn Victoria là thí sinh tiếp theo bị loại.
- Nhiếp ảnh gia: Paul de Graaf
- Khách mời đặc biệt: Hugo Metsers, Kassandra Schreuder, Kim Feenstra

### Tập 6
Khởi chiếu: 5 tháng 5 năm 2008
6 cô gái còn lại đã từng người một có buổi nói chuyện với Rosalie. Ngày hôm sau, Bastiaan đã đưa các cô gái thư giãn tại phòng tắm hơi trước khi có buổi tập thể dục bất ngờ từ huấn luyện viên Lars Schuijling. Sau đó, từng người một đã phải tự trang điểm và tự chọn đồ lót Risqué để mặc cho thử thách trình diễn thời trang và phải múa cột ở cuối sàn diễn trước khán giả bao gồm người thân của họ, Ananda chiến thắng thử thách và cô chọn Yvette để nhận thưởng là được đi xem buổi trình diễn thời trang của nhà thiết kế Paul Schulten. Ngày hôm sau, họ được đưa trở lại tiệm salon AMI Kappers để nhận diện mạo mới thứ hai của mình.
Ngày tiếp theo, họ được đưa tới bảo tàng Geelvinck-Hinlopen Huis cho buổi chụp hình tiếp theo quảng cáo cho đồng hồ Gc, trong khi họ phải tạo dáng trước khung ảnh cổ. Vào buổi đánh giá ngày hôm sau, Ananda được gọi tên đầu tiên còn Annika là thí sinh thứ 4 được gọi, nhưng Daphne thông báo rằng là cô không có ảnh của Annika nên Annika là thí sinh tiếp theo bị loại. Jennifer & Maj-Britt rơi vào cuối bảng nhưng Daphne ngay sau đó đưa ảnh cho họ. Sau đó, Daphne nói với các cô gái là họ sẽ được bay tới Ko Samui.
- Nhiếp ảnh gia: Dale Grant
- Khách mời đặc biệt: Lars Schuijling, Paul Schulten

### Tập 7: Tropical Wet
Khởi chiếu: 12 tháng 5 năm 2008
5 cô gái còn lại được đưa tới Ko Samui và di chuyển đến khu resort Four Seasons của họ. Ngày hôm sau, họ được đưa đến chùa Wat Phra Yai cho buổi thiền định trước khi có một buổi tập thể dục nghiêm ngặt bên bãi biển. Sau đó họ được đưa đến sân vận động Chaweng để xem một trận đấu Muay Thái, Daphne sau đó bước lên võ đài và nói cho các cô gái là họ bây giờ sẽ lên sân khấu cho thử thách trình diễn Muay Thái trước khán giả, Jennifer, Maj-Britt & Yvette chiến thắng thử thách và sẽ được một đêm đi chơi với ban giám khảo.
Ngày tiếp theo, họ đã một buổi ra khơi trên du thuyền và được nhận một túi quà ICI Paris XL từ Thijs. Sau đó, họ đã có buổi chụp hình tiếp theo cho mắt kính Brilliant bên hồ bơi. Vào buổi đánh giá ngày hôm sau, Jennifer được gọi tên đầu tiên còn  là thí sinh tiếp theo bị loại.
- Nhiếp ảnh gia: Allard Honigh
- Khách mời đặc biệt: Dick van der Niet

### Tập 8
Khởi chiếu: 19 tháng 5 năm 2008
4 cô gái còn lại được Bastiaan đưa cho họ một bộ đồ để mặc trước khi họ được trải nghiệm đi cưỡi voi. Sau đó, họ đã có một buổi học tạo dáng với Philip để chuẩn bị cho buổi chụp hình tiếp theo trước khi quay về khách sạn, Thijs trang điểm họ giống như vũ công truyền thống để chuẩn bị cho buổi học nhảy với Tomyoman Kalothai. Sau đó, họ được yêu cầu phải thu dọn đồ đạc để chuẩn bị bay tới Băng Cốc cho thử thách phỏng vấn với 3 nhà thiết kế; Chamnan Pakdeesuk, Rai von Bueren & Ellen Boonstra. Kết quả là Ananda chiến thắng thử thách và nhận được một bức thư từ người thân. Các cô gái sau đó được đưa trở lại sân bay để quay về Ko Samui.
Ngày hôm sau, họ đã có buổi chụp hình tiếp theo cho trang biên tập của tạp chí Grazia, trong khi họ tạo dáng trong váy dạ hội và rơi từ trên trời xuống. Vào buổi đánh giá, Ananda được gọi tên đầu tiên còn Jennifer & Yvette rơi vào cuối bảng, nhưng Daphne sau đó giơ 2 tấm hình ra và nói với họ là họ cũng sẽ được bước vào chung kết. Sau đó, các cô gái được gặp một nhà chiêm tinh để lắng nghe về tương lai của mình và Daphne sau đó dẫn các cô gái ra bãi biển để đốt đèn trời cầu may mắn cho đêm chung kết.
- Nhiếp ảnh gia: Philip Riches
- Khách mời đặc biệt: Tomyoman Kalothai, Chamnan Pakdeesuk, Rai von Bueren, Ellen Boonstra

### Tập 9: Our Models In Private
Khởi chiếu: 26 tháng 5 năm 2008
4 cô gái còn lại đã quay về Amsterdam và sẽ quay trở về nhà của họ. Ban giám khảo sẽ đi thăm từng người một và nói chuyện với gia đình và bạn bè của họ. Cô còn hỏi với các cô gái rằng họ sẽ chuẩn bị như thế nào trong đêm chung kết được truyền hình trực tiếp vào tuần sau. Vào cuối tập, Patricia đang lo ngại về căn bệnh Crohn mà cô đang gặp phải sẽ ngăn cản cô tham gia vào đêm chung kết.

### Tập 10: The Grand Final!
Khởi chiếu: 2 tháng 6 năm 2008
Trong đêm chung kết được truyền hình trực tiếp tại Lichtfabriek ở Haarlem, khán giả được bỏ phiếu cho thí sinh yêu thích của họ và tỷ lệ phiếu bầu sẽ được tính trên 50 điểm. Mỗi thẩm phán sau đó cũng có 10 điểm để chọn thí sinh yêu thích của họ. Vào đầu chương trình, Patricia đã hồi phục từ bệnh viện và vẫn sẽ tiếp tục thi đấu cho trận chung kết và sau đó, 4 cô gái cuối cùng sau đó đã có một buổi diễn tập. Họ đã có những chương trình trình diễn thời trang cho những nhà thiết kế như Edwin Oudshoorn, Iris van Herpen, Marlies Dekkers & Monique Collignon. Buổi chụp hình cuối cùng cho mỹ phẩm ICI Paris XL của 4 cô gái sau đó đã được trình chiếu. Vào buổi loại trừ cuối cùng, Patricia là thí sinh cuối cùng bị loại vì có tổng số phiếu bầu của khán giả ít nhất trong tất cả. Sau đó, chương trình đã có tiết mục của ca sĩ Alain Clark qua ca khúc mới nhất của anh, Blow Me Away.
Vào phần công bố két quả, mỗi giám khảo phải viết ra tên của thí sinh mà họ muốn giành chiến thắng và mỗi lá phiếu sẽ trị giá 10 điểm. Đầu tiên là 50% tổng kết quả từ kết quả của giám khảo, Yvette được nhận 10 điểm từ Hilmar còn Ananda nhận được 40 điểm từ các giám khảo còn lại cùng với Anneriet, đưa kết quả là Ananda hiện đang dẫn đầu qua Yvette & Jennifer với tỉ lệ là 40-10-0. Tiếp theo là dựa vào 50% tổng kết quả từ kết quả của khán giả, Jennifer đã nhận được số phần trăm lớn hơn Yvette & Ananda với tỉ lệ là 21-19-10. Và với tỉ lệ 50-29-21, Jennifer trở thành á quân 2, Yvette là á quân và Ananda đã trở thành quán quân thứ tư của Holland's Next Top Model.
- Khách mời đặc biệt: Anneriet van Schaijk, Alain Clark

## Thứ tự gọi tên
| Thứ tự | Tập      | Tập       | Tập       | Tập       | Tập       | Tập                | Tập       | Tập             | Tập      | Tập      | Tập |
| Thứ tự | 1        | 2         | 3         | 4         | 5         | 6                  | 7         | 8               | 10       | 10       |     |
| ------ | -------- | --------- | --------- | --------- | --------- | ------------------ | --------- | --------------- | -------- | -------- | --- |
| 1      | Anna     | Maj-Britt | Claudia   | Annika    | Patricia  | Ananda             | Jennifer  | Ananda          | Jennifer | Ananda   |     |
| 2      | Franca   | Claudia   | Jennifer  | Victoria  | Maj-Britt | Patricia           | Ananda    | Patricia        | Ananda   | Yvette   |     |
| 3      | Laura    | Victoria  | Ananda    | Patricia  | Ananda    | Yvette             | Yvette    | Jennifer Yvette | Yvette   | Jennifer |     |
| 4      | Victoria | Yvette    | Victoria  | Jennifer  | Annika    | Jennifer Maj-Britt | Patricia  | Jennifer Yvette | Patricia |          |     |
| 5      | Patricia | Patricia  | Maj-Britt | Yvette    | Jennifer  | Jennifer Maj-Britt | Maj-Britt |                 |          |          |     |
| 6      | Joosje   | Ananda    | Patricia  | Ananda    | Yvette    | Annika             |           |                 |          |          |     |
| 7      | Jennifer | Jennifer  | Yvette    | Maj-Britt | Victoria  |                    |           |                 |          |          |     |
| 8      | Claudia  | Daniëlle  | Annika    | Claudia   |           |                    |           |                 |          |          |     |
| 9      | Annika   | Annika    | Daniëlle  |           |           |                    |           |                 |          |          |     |
| 10     | Daniëlle | Laura     |           |           |           |                    |           |                 |          |          |     |
| 11     | Ananda   | Joosje    |           |           |           |                    |           |                 |          |          |     |

     Thí sinh bị loại
     Thí sinh bị loại ngoài phòng giám khảo
     Thí sinh dừng cuộc thi
     Thí sinh không bị loại khi rơi vào cuối bảng
     Thí sinh chiến thắng cuộc thi
- Vào cuối tập 1, Maj-Britt & Yvette, 2 thí sinh bị loại trong nửa đầu của tập, sẽ thay thế hai thí sinh khác là Anna & Franca vì phần thể hiện kém tại buổi chụp ảnh.
- Ở tập 2, Joosje dừng cuộc thi.
- Trong tập 6, các thí sinh được gọi chuyển tiếp, sau đó đưa ra phán quyết của họ. Annika được gọi thứ tư và nói rằng cô đã bị loại. Daphne sau đó đưa cho Jennifer và Maj-Britt hình ảnh của họ.
- Tập 9 là tập ghi lại khoảnh khắc từ đầu cuộc thi.

### Buổi chụp hình
- Tập 1: Ảnh thẻ
- Tập 2: Ảnh mở đầu chương trình
- Tập 3: Ảnh quảng cáo Nice and Wild của Mexx trên đường phố theo cặp
- Tập 4: Đồ lót với đôi bốt trong lâu đài băng cho Ugg
- Tập 5: Cô dâu trong nhà thờ
- Tập 6: Ảnh chân dung khỏa thân trước khung ảnh cổ cho  Gc
- Tập 7: Ảnh quảng cáo mắt kính Brilliant bên hồ bơi
- Tập 8: Thiên thần rơi từ trên trời cho Grazia
- Tập 10: Ảnh quảng cáo cho ICI Paris XL